# Campeonato Capixaba de Futebol Sub-17 de 2018
O Campeonato Capixaba Sub-17 de 2018 foi um torneio futebolístico de categoria de base organizado pela Federação de Futebol do Estado do Espírito Santo (FES). Ele foi disputado por onze agremiações e realizado entre os dias 19 de maio e 8 de setembro. Na decisão, o Porto Vitória venceu o Atlético Itapemirim no placar agregado e conquistou o quarto título de sua história.

## Participantes e regulamento
A edição de 2018 foi disputada por onze agremiações. Num primeiro momento, os participantes foram divididos em dois grupos pelos quais enfrentaram os adversários do próprio chaveamento em embates de turno e returno, acumulando pontos. As quatro agremiações melhores colocadas em cada grupo se classificaram ao término da fase inicial. Já as demais fases adotaram um sistema eliminatório.
As onze agremiações que participaram do torneio foram:
- Clube Atlético Itapemirim
- Caxias Esporte Clube
- Associação Desportiva Ferroviária Vale do Rio Doce
- Espírito Santo Futebol Clube
- Linhares Futebol Clube
- Porto Vitória Futebol Clube
- Real Noroeste Capixaba Futebol Clube
- Rio Branco Atlético Clube
- Sociedade Desportiva Serra Futebol Clube
- Sport Clube Brasil Capixaba Ltda
- Vilavelhense Futebol Clube

## Resumo
O campeonato começou no dia 19 de maio, num empate entre Sport Capixaba e Linhares. A primeira fase durou um pouco mais de dois meses, sendo finalizada em 29 de julho. Na oportunidade, apenas Espírito Santo, Serra e Vilavelhense foram desqualificados.
Nas quartas de final, o Sport Capixaba, clube que detinha a melhor campanha do campeonato, foi eliminado pela Desportiva Ferroviária. Nos outros confrontos, Rio Branco e Atlético Itapemirim se classificaram após goleadas sobre Linhares e Real Noroeste, respectivamente. Por fim, o Porto Vitória venceu as duas partidas contra o Caxias. Este último, inclusive, classificou-se para a decisão contra o Atlético Itapemirim.
A primeira partida da final entre Atlético Itapemirim e Porto Vitória foi realizada às 15 horas de 2 de setembro, no campo do Policia Civil. Na ocasião, a equipe local saiu vitoriosa pelo placar de 3–1. No último jogo do torneio, o Porto Vitória, após um empate, garantiu o quarto título consecutivo da competição.

## Resultados

### Primeira fase

#### Grupo A
- Caxias e Real Noroeste empataram no número de pontos; contudo, o clube da capital ficou em vantagem nos critérios de desempates, o saldo de gols.[1]
- Fonte: Federação de Futebol do Estado do Espírito Santo

#### Grupo B
- Atlético Itapemirim e Porto Vitória empataram no número de pontos; contudo, o clube de Itapemirim ficou em vantagem nos critérios de desempates, o número de vitórias.[1]
- Fonte: Federação de Futebol do Estado do Espírito Santo

### Fase final
|  | Quartas de final       | Quartas de final    | Quartas de final | Quartas de final |   |                        | Semifinais        | Semifinais        | Semifinais        | Semifinais        |  |                     | Final             | Final             | Final             | Final             |  |  |
|  | 4 a 12 de agosto       | 4 a 12 de agosto    | 4 a 12 de agosto | 4 a 12 de agosto |   |                        | 19 e 25 de agosto | 19 e 25 de agosto | 19 e 25 de agosto | 19 e 25 de agosto |  |                     | 2 e 8 de setembro | 2 e 8 de setembro | 2 e 8 de setembro | 2 e 8 de setembro |  |  |
|  |                        |                     |                  |                  |   |                        |                   |                   |                   |                   |  |                     |                   |                   |                   |                   |  |  |
|  | Desportiva Ferroviária | 4                   | 0                | 4                |   |                        |                   |                   |                   |                   |  |                     |                   |                   |                   |                   |  |  |
|  | Sport Capixaba         | 0                   | 2                | 2                |   |                        |                   |                   |                   |                   |  |                     |                   |                   |                   |                   |  |  |
|  | Sport Capixaba         | 0                   | 2                | 2                |   | Desportiva Ferroviária | 0                 | 1                 | 1                 |                   |  |                     |                   |                   |                   |                   |  |  |
|  |                        |                     |                  |                  |   | Desportiva Ferroviária | 0                 | 1                 | 1                 |                   |  |                     |                   |                   |                   |                   |  |  |
|  |                        | Atlético Itapemirim | 2                | 2                | 4 |                        |                   |                   |                   |                   |  |                     |                   |                   |                   |                   |  |  |
|  | Real Noroeste          | Atlético Itapemirim | 2                | 2                | 4 | 1                      | 1                 | 2                 |                   |                   |  |                     |                   |                   |                   |                   |  |  |
|  | Real Noroeste          |                     |                  |                  |   | 1                      | 1                 | 2                 |                   |                   |  |                     |                   |                   |                   |                   |  |  |
|  | Atlético Itapemirim    | 1                   | 4                | 5                |   |                        |                   |                   |                   |                   |  |                     |                   |                   |                   |                   |  |  |
|  | Atlético Itapemirim    | 1                   | 4                | 5                |   |                        |                   |                   |                   |                   |  | Atlético Itapemirim | 1                 | 1                 | 2                 |                   |  |  |
|  |                        |                     |                  |                  |   |                        |                   |                   |                   |                   |  | Atlético Itapemirim | 1                 | 1                 | 2                 |                   |  |  |
|  |                        | Porto Vitória       | 3                | 1                | 4 |                        |                   |                   |                   |                   |  |                     |                   |                   |                   |                   |  |  |
|  | Porto Vitória          | Porto Vitória       | 3                | 1                | 4 | 1                      | 2                 | 3                 |                   |                   |  |                     |                   |                   |                   |                   |  |  |
|  | Porto Vitória          |                     |                  |                  |   | 1                      | 2                 | 3                 |                   |                   |  |                     |                   |                   |                   |                   |  |  |
|  | Caxias                 | 0                   | 1                | 1                |   |                        |                   |                   |                   |                   |  |                     |                   |                   |                   |                   |  |  |
|  | Caxias                 | 0                   | 1                | 1                |   | Porto Vitória          | 2                 | 1                 | 3                 |                   |  |                     |                   |                   |                   |                   |  |  |
|  |                        |                     |                  |                  |   | Porto Vitória          | 2                 | 1                 | 3                 |                   |  |                     |                   |                   |                   |                   |  |  |
|  |                        | Rio Branco-ES       | 0                | 2                | 2 |                        |                   |                   |                   |                   |  |                     |                   |                   |                   |                   |  |  |
|  | Linhares               | Rio Branco-ES       | 0                | 2                | 2 | 1                      | 0                 | 1                 |                   |                   |  |                     |                   |                   |                   |                   |  |  |
|  | Linhares               |                     |                  |                  |   | 1                      | 0                 | 1                 |                   |                   |  |                     |                   |                   |                   |                   |  |  |
|  | Rio Branco-ES          | 1                   | 5                | 6                |   |                        |                   |                   |                   |                   |  |                     |                   |                   |                   |                   |  |  |

- Em itálico, os clubes que possuem o mando de jogo na partida de ida. Em negrito, os vencedores do confronto.